# Brookside (Kolorado)
Brookside – miasto w Stanach Zjednoczonych, w stanie Kolorado, w hrabstwie Fremont.